# Charles Dewey
Charles Dewey (* 3. Dezember 1916 in Steglitz; † 27. Dezember 1973) war ein deutscher SED-Funktionär sowie Finanz- und Wirtschaftsfunktionär der DDR. Er war Präsident der Deutschen Investitionsbank sowie Generaldirektor der Genex.

## Leben
Dewey, Sohn eines US-amerikanischen Journalisten, besuchte das Reformrealgymnasium und legte 1935 das Abitur ab. Anschließend absolvierte er eine Lehre zum Bankkaufmann. 1938 wurde er zum Reichsarbeitsdienst und anschließend zur Wehrmacht eingezogen. Im April 1945 versuchte Dewey zu desertieren und wurde durch die Feldgendarmerie festgenommen. Am 28. April gelang ihm jedoch die Flucht aus der Strafkompanie.
1945/46 arbeitete er als Angestellter im Finanzamt in Berlin-Pankow. 1945 trat er der Kommunistischen Partei Deutschlands bei und wurde 1946 Mitglied der Sozialistischen Einheitspartei Deutschlands (SED). 1945 war er Mitglied der von den Alliierten eingesetzten Kommission zur Abwicklung deutscher Banken. Im März 1946 wurde zum Generalreferent und Leiter der Personalabteilung der Generalsteuerdirektion des Magistrats von Berlin berufen. 1946 gehörte er zu den Mitgründern und Teilnehmern des ersten Lehrgangs der Finanzschule des Berliner Magistrats. 1947 wirkte er als Hauptabteilungsleiter in der Deutschen Treuhandverwaltung, 1947/48 als Oberreferent für Personalfragen und Verwaltung bei der Deutschen Wirtschaftskommission. 1948 war er an der Gründung der Deutschen Emissions- und Girobank beteiligt und wurde Mitglied des Direktoriums der aus ihr hervorgegangenen Deutschen Notenbank. 

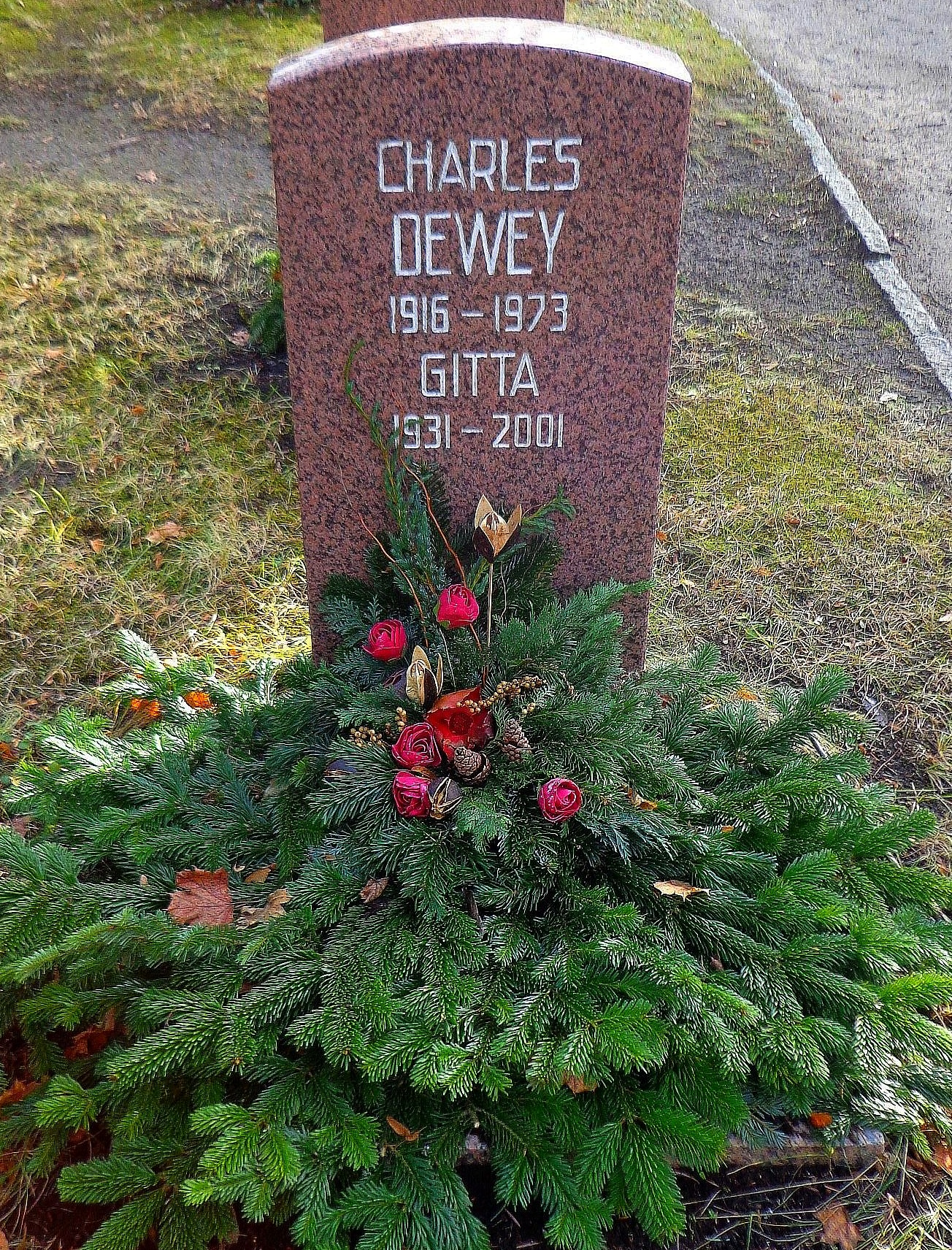
Grabstätte

Dewey lehrte an der Humboldt-Universität zu Berlin sowie an verschiedenen SED-Parteischulen. Ab 1952 befand er sich in der Aspirantur und wurde im September 1955 an der Universität Rostock zum Dr. rer. oec. promoviert.
Von April 1956 bis 1963 fungierte er als Präsident der Deutschen Investitionsbank. Von 1963 bis 1973 war er Generaldirektor der Geschenkdienst GmbH (Genex) Berlin.
Ab 1954 war Dewey Kandidat und von 1958 bis 1973 Mitglied der Zentralen Revisionskommission der SED. 
Seine Urne wurde in der Grabanlage Pergolenweg des Berliner Zentralfriedhofs Friedrichsfelde beigesetzt.

## Schriften
- Der neue Kurs und die Festigung der Währung in der Deutschen Demokratischen Republik. Verlag Die Wirtschaft, Berlin 1954.
- (zusammen mit Gunther Kohlmey): Bankensystem und Geldumlauf in der Deutschen Demokratischen Republik 1945–1955. Verlag Die Wirtschaft, Berlin 1956.
- Die Planung und Regulierung des Bargeldumlaufs in der Deutschen Demokratischen Republik. Akademie-Verlag, Berlin 1956.

## Auszeichnungen
- Banner der Arbeit (1958)
- Vaterländischer Verdienstorden in Bronze (1966) und in Silber (1973)